# Expressway 37 (Südkorea)
Der Expressway 37 , auch bekannt als Second Central Expressway (kor. 제2중부고속도로), ist eine Schnellstraße in Südkorea. Der Expressway 37 verläuft parallel des Expressway 35 zwischen Seoul und Icheon und ist etwa 31 Kilometer lang und hat 2 × 2 Fahrspuren. Er wurde gebaut um den Expressway 35 zu entlasten. Der Expressway 37 hat außer am Anfang und Ende nur eine Abfahrt. Die Autobahn wurde am 23. November 2001 für den Verkehr freigegeben.

## Eröffnungsdaten der Autobahn
| von    | nach   | Länge | Datum      |
| ------ | ------ | ----- | ---------- |
| Majang | Sangok | 31 km | 23.11.2001 |

## Verkehrsaufkommen
Es liegen keine Daten für das Verkehrsaufkommen vor.

## Ausbau der Fahrbahnen
| von    | nach   | Länge | Fahrspuren |
| ------ | ------ | ----- | ---------- |
| Majang | Sangok | 31 km | 2 × 2      |